# Euphaedra (Euphaedrana) losinga
Euphaedra (Euphaedrana) losinga es una especie de  Lepidoptera, de la familia Nymphalidae,  subfamilia Limenitidinae, tribu Adoliadini, pertenece al género Euphaedra, subgénero (Euphaedrana).

## Subespecies
- Euphaedra (Euphaedrana) losinga losinga (Hewitson, 1864)
- Euphaedra (Euphaedrana) losinga wardi (Druce, 1874)
- Euphaedra (Euphaedrana) losinga limita (Hecq, 1978)
- Euphaedra (Euphaedrana) losinga knoopi (Hecq, 1988)

## Localización
Esta especie y las subespecies se encuentran localizadas en Nigeria y Zaire, y Camerún, Guinea Ecuatorial, República del Congo, República Centroafricana, Angola y la República Democrática del Congo.